# Azimuth Co-ordinator

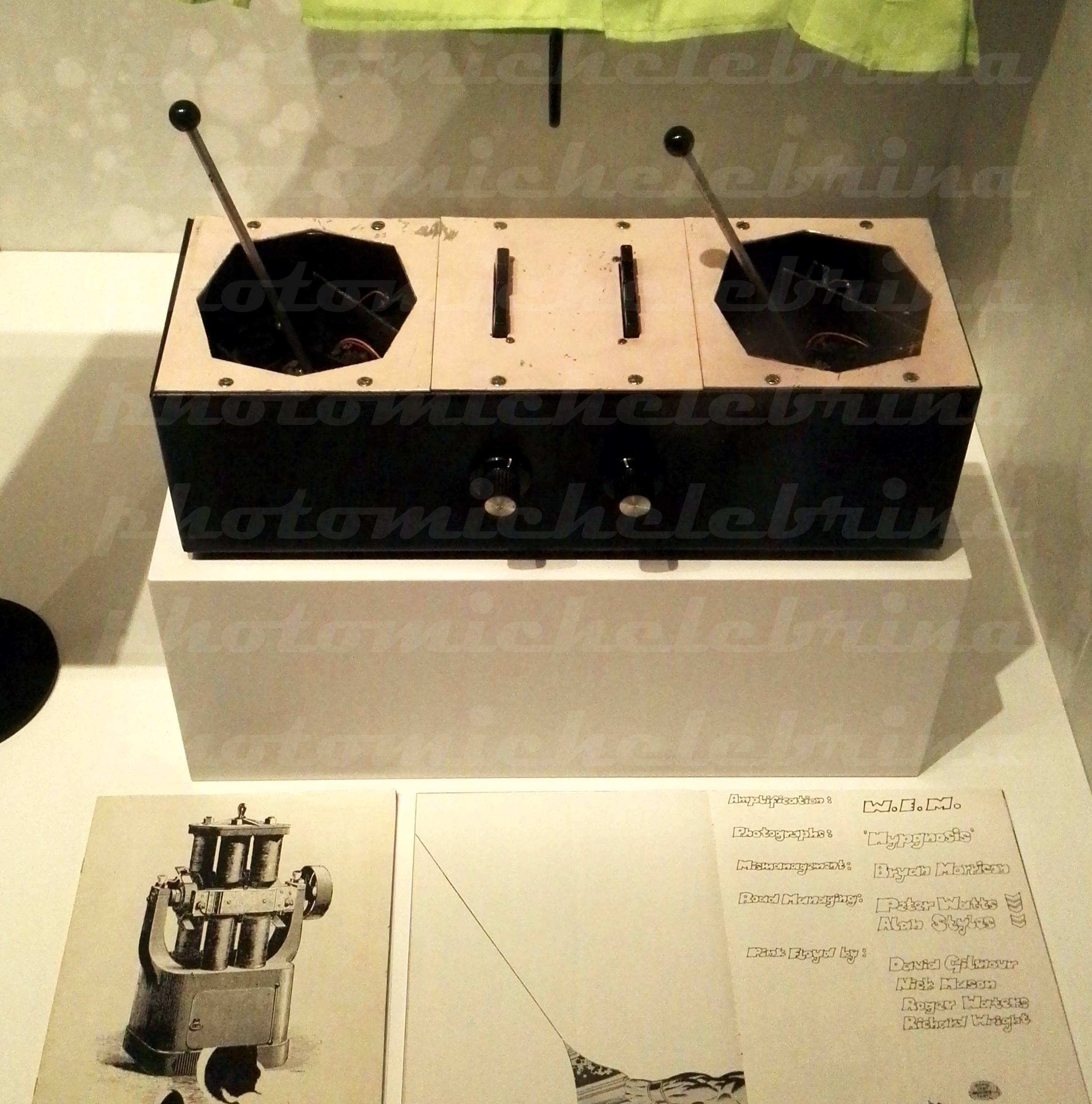
L'Azimut Co-ordinator nel 1967 controllava il primo sistema audio quadrifonico.

L'Azimuth Co-ordinator è stato il primo rudimentale sistema di gestione quadrifonica del suono, usato dai Pink Floyd nel 1967. Lo si può considerare come il padre dell'attuale sistema surround.

## Storia
Fin dalle prime sessioni in studio di registrazione nel 1967 i Pink Floyd maturarono l'idea di un suono quadrifonico da portare in concerto. L'idea si concretizzò la sera di venerdì 12 maggio 1967 per il "Games for May": i tecnici della EMI allestirono un impianto con casse acustiche posizionate anche negli angoli in fondo alla sala e all'amplificazione era collegata una speciale scatola con un bastoncino in bachelite (tipo joystick) che permetteva di orientare il suono monofonico di effetti sonori registrati e suoni di strumenti ai 4 angoli della sala. Il dispositivo però venne rubato a fine serata, non si sa se da un fan oppure da qualche tecnico per carpirne i dettagli.
Dovettero trascorrere circa due anni per vedere il primo effettivo Azimuth Co-ordinator derivato dal precedente dispositivo, funzionare a tutti gli effetti: fu la sera del 14 aprile 1969 al concerto tenutosi alla Royal Festival Hall di Londra. Per questo i Pink Floyd si erano rivolti a Bernard Speight, un ingegnere della EMI di Abbey Road che gli costruì l'apparato. Oltre che in numerosi concerti (memorabili i passi quadrifonici durante l'esecuzione di Cymbaline) esso fu largamente usato in studio per la versione quadrifonica di The Dark Side of the Moon. Oggi è esposto al Victoria and Albert Museum a Londra

## Descrizione e funzionamento
L'Azimuth Co-ordinator era una scatola rettangolare di metallo con due grandi aperture ottagonali sulla sua sommità da cui uscivano due leve metalliche (joystick) con manopole di plastica. Vi erano due potenziometri frontali (uno per canale) e 8 pulsanti neri (4 per canale) sulla sommità necessari alle operazioni.
Ogni joystick faceva capo a 2 grossi reostati montati ortogonalmente tra di loro tramite i quali si poteva distribuire il suono stereo (un joystick per ogni canale) ad un impianto composto al massimo da 6 gruppi di casse (3 per canale). In verità ogni reostato era stato modificato portando l'angolazione dell'escursione massima dai classici e tradizionali 220° a 90°. Questo perché i 2 joystick potevano muoversi di 90° (45° rispetto al centro in ogni direzione). Spostando in avanti o indietro (o in altre direzioni) i joystick, si trasferiva il suono del singolo canale avanti o indietro (o in altre direzioni) rispetto alla platea. Avendo un joystick per ogni canale, si potevano anche fare effetti con un solo canale. Esso veniva manovrato dal tastierista Richard Wright.